# Dióspolis Parva
Dióspolis Parva fue el nombre helenizado de la capital del nomo VII del Alto Egipto, situada cerca de Dendera.
|  |

- Nombre egipcio: Hut, Hut-Sejem. Nombre griego: Dióspolis Parva. Nombre árabe: Hu o Hiu. Situación: 26° 01′ N  32° 17′ E

La ciudad debió de ser un importante centro cultural en el primer milenio a. C., pues se cuenta que el sabio Tales de Mileto recomendó a Pitágoras viajar a Egipto y educarse con los sacerdotes de Dióspolis Parva y Menfis. 
La diosa venerada en Dióspolis Parva fue Neftis. En la ciudad también se adoraba a la diosa Bat, asimilada posteriormente a Hathor.

## Restos arqueológicos
Se conserva una muralla, construida con adobe, de la época ptolemaica.
La necrópolis, con más de 900 tumbas, de épocas: Badariense, Amratiense (Naqada I), Gerzeense (Naqada II) y Semaniense (Naqada III), según Flinders Petrie.
- Datos: Q1227091